# Âm mưu hoàng tộc
Âm mưu hoàng tộc (tiếng Trung: 血滴子, tiếng Anh: The Guillotines, Hán-Việt: Huyết tích tử) là một bộ phim diện ảnh thuộc thể loại hành động - võ thuật - cổ trang xen lẫn với chính kịch công chiếu năm 2012 do Hồng Kông và Trung Quốc hợp tác sản xuất. Là bản làm lại của bộ phim Flying Guillotine do Thiệu Thị huynh đệ sản xuất năm 1975, bộ phim do Lưu Vĩ Cường làm đạo diễn và hợp tác sản xuất với Trần Khả Tân, với sự tham gia diễn xuất của các diễn viên gồm Huỳnh Hiểu Minh, Nguyễn Kinh Thiên, Dư Văn Lạc, Lý Vũ Xuân và Tỉnh Bách Nhiên.
Bộ phim chính thức khởi chiếu tại Hồng Kông và Trung Quốc từ ngày 20 tháng 12 năm 2012. Phim cũng được công chiếu tại Việt Nam dưới dạng 3D từ ngày 11 tháng 1 năm 2013.